# Syndrome
Syndrome（シンドローム）は日本のヴィジュアル系ロックバンド。当時インディーズレーベルMatinaの代表であったKISAKIがMIRAGEの解散直後に結成した。
活動期間は3年弱と短いながらも、元メンバーが現在さまざまなバンドで活躍している。

## 解説
2000～2001年前半頃とそれ以降ではメンバーが違い、ボーカルの浅葱になった頃より、音楽性が異なる面が多い。
2002年4月27日に川崎CLUB CITTA、8月31日には日本青年館ワンマンライブを行ったが、その直後の9月に突然無期限活動停止が発表され、同年11月をもって活動を終了した。また、同時期にリーダーKISAKIの椎間板ヘルニアも重なり、KISAKIはラストライブは病欠し、自身のレーベルMatinaもまもなくレーベルの活動を終了した。

## 歴史

### 第一章
結成
1999年10月頃、MIRAGEの解散を決めたKISAKIは、早くも次のバンドの始動に向けてメンバーを探し始めていた。先ずアプローチをしたのは、「ライブでのパフォーマンスに惹かれた」からと言う、当時群馬No1バンドと言われていたCRESCENTで活動していたヴォーカルの龍夜。強引に誘われ翌日には加入決意した。その後は、以前から「一緒にやりたい」とアピールをしていたLAYBIALのRuizaと、同じくLAYBIALをやっていた紫音を確定させ、もう一人決まっていたギターとスタジオに入ろうという時に、龍夜のバンドのギタリストだったKenが「KISAKIさんと一緒にバンドがやりたい」と加入を申し出る。話し合いの末、結果はKenの粘り勝ちで、2000年1月、KISAKI、龍夜、Ruiza、Ken、紫音の五人でSyndromeが結成された。
2000年
3月、結成直後に録音されたデモテープ「SEXUAL」の発売に先駆けて、1曲入りCD「兎と羊」を全国のインディーズショップで5000枚配布。これは当時前代未聞の出来事として全国のショップが大混乱になった。3月11日渋谷ON AIR WESTでのKISAKIバースデイイベントでシークレットライブを行い、18日と20日には、無料ワンマンを神楽坂DIMENSION、寝屋川VINTAGE BARで開催(各会場定員150名の所1000名の人で溢れかえった)、成功に納めその勢いのまま全国ツアーを開始する。
- 1.16 KISAKI(Bass/ex.MIRAGE)を中心に結成。
- 3.01 初の音源となるCD-SINGLE「兎と羊」を全国一斉に無料配布。(限定5000枚即日終了)
- 3.11 渋谷ON AIR WESTにてお披露目シークレットライブを敢行。
- 3.15 1st DEMO TAPE「SEXUAL」発売。(限定5000本予約完売/TV埼玉「HOT WAVE」エンディングテーマ）
- 3.18 東京神楽坂DIMENSIONにて関東初ライブ(無料ワンマン)を開催。
- 3.20 大阪寝屋川VINTAGE BARにて関西初ライブ(無料ワンマン)を開催。 (両会場共1000人を越す人が詰め掛け大混乱を招く。20日の大阪は途中で中断〜中止となる。）
- 4.26 KISAKIプロデュースによるオムニバスCD「PRELUDE」に一曲参加。
- 5.03 TV埼玉にてSyndrome特別番組「PRELUDE」ON AIR。
- 6.14 大阪BIG CATにてワンマンライブ「destruction of SEXUAL」を開催。(DEMO TAPE「destruction of SEXUAL」無料配布)
- 7.12 1st MAXI-SINGLE「涙ノ下弦…」発売。（初回プレス5000枚予約完売）
- 7.14 目黒鹿鳴館にてCD発売記念ワンマンライブ「underground and tears」を開催。
- 8.29 神戸チキンジョージにて初の主催イベント「PSYNICAL WALTZ Vo.1」を開催。
- 9.10〜11 目黒鹿鳴館にてTOUR FINAL2DAYSワンマン「infectious FINAL」を開催。(DEMO TAPE「蟷~age 1945~」無料配付）
- 10.01 2nd DEMO TAPE「Vogue」発売。（限定5000本予約完売）
- 10.14 オムニバスCD「SHOCK EDGE」に一曲参加。
- 11.22 2nd MAXI-SINGLE「fiction」発売。
- 12.10 横須賀hide MUSEUMにて行われたTV番組SPARK主催イベント「SPARK UP」に出演。
- 12.20 1st MINI ALBUM「蘇生」発売。(初回、追加プレス合計10000枚販売)
- 12.21 オムニバスCD「FUTURE INVATION DREAM:1」に一曲参加。
- 12.31 横浜BAY HALL(SHOCK WAVE)~横須賀hide MUSEUM(LIVE COUNTDOWN Adios 2000)に出演。

2001
- 1月20日 渋谷ON AIR EASTにてワンマンライブを行う。
- 1月31日 MatinaオムニバスCD『PRELUDE：2～en effort of resalt～』に一曲参加。
- 2月28日 3rdマキシシングル『Nostalgia』発売。
- 3月～4月 全国TOUR「memory of Nostalgia」を行う。
- 3月21日 渋谷ON AIR WESTにて「PSYNICAL WALTZ Vo.2」を開催。
- 3月25日 3rdデモテープ『De≠Light』発売。
- 4月14日 心斎橋BIG CATにて「PSYNICAL WALTZ Vo.3」を開催。
- 4月25日 ファーストVIDEO『thread of promise』発売。
- 4月25日 MatinaオムニバスVIDEO『PRELUDE：2～en effort resalt～FILM～』に参加。
- 4月28日 渋谷ON AIR WESTにてワンマンライブ「Last memory of Nostalgia」を行う。ライブ中に龍夜とKenの脱退を発表。
- 4月29日 神楽坂DIMENTIONにて無料ワンマン「Last memory of Nostaigia アンコール」を行う。
- 5月3日 名古屋BOTTOM LINEにて雀羅と2マンライブを行う。
- 6月1日 目黒鹿鳴館にてワンマンライブを行う。
- 6月6日 4thマキシシングル『…if ～reflect yourselves～』を発売。
- 6月10日 大阪BANANA HALLにてワンマン「conpletionXXXFirst episode」を行う。前売りチケット購入者にVIDEO無料配布。会場限定でマキシシングル『DEARS』を発売。この日を以て、龍夜とKenが脱退。
- 6月20日 marder suitcaseのオムニバスアルバム『B・Jマニアック』に1曲参加。

### 第二章
2001
- 7月1日 新メンバーに浅葱（ex.JE*REVIENS）、SIN（ex.覇叉羅・Vasalla）を迎え第二章始動。
- 7月25日 RuizaソロCD『碧の破片』発売。
- 7月25日 紫音ソロCD『幻色の澪』発売。
- 8月10日 ON AIR OSAKAにて主催イベント「PSYNICAL WALTZ Vol.4」開催。
- 8月中旬～ EVENT TOUR「BIRTH ～覚醒の夜に…～」を行う。
- 10月13日～ EVENT TOUR「BIRTH ～覚醒の夜に…～II」を行う。
- 11月17日 Y2K ROPPONGIにて「EllDorado」との2マン。SOLD OUT
- 11月23日 特殊ジャケ仕様DEMO TAPA『存在理由～raison d'etre～』発売。

2002
- 1月31日 胡蝶（浅葱、紫音プロジェクト）ミニアルバム『化蝶夢』を発売。
- 2月9日 渋谷ON AIR WESTにて主催イベント「PSYNICAL WALTZ Vol.5」開催。
- 2月15日 大阪MOTHER HALL にて主催イベント「PSYNICAL WALTZ Vol.6」開催。
- 3月14日 通信販売限定のシングル『Megaromania』を発売。
- 4月5日 ON AIR OSAKAにて主催イベント「PSYNCAL WALTZ Vol.7」開催。
- 4月10日 ミニアルバム『CORE～黒夜現～』『CORE～白昼夢～』2種類同時発売。
- 4月27日 CLUB CITTA'川崎にて第二章初ワンマン「［宴］- into the "CORE" -」を行う。前売りチケット購入者にCD無料配布。
- 5月29日 ミニアルバム『CORE ～editional selections～』発売。
- 8月7日 マキシシングル『小夜時雨』を発売。
- 8月9日 ON AIR OSAKAにて主催イベント「PSYNICAL WALTZ Vol.8」開催。
- 8月10日 ON AIR OSAKAにて主催イベント「PSYNICAL WALTZ Vol.9」開催。
- 8月31日 日本青年館にて初のホールワンマン「Art a part entier」を行う。
- 9月7日 渋谷ON AIR WESTにて第二章Syndrome無期限活動停止を発表。
- 10月30日 ビデオ『Le cirque de soir』を発売。
- 10月30日 オムニバスCD『PRELUDE：4～an illusion of iridescent～』一曲参加。
- 11月18日、ON AIR OSAKAワンマン公演を以て、無期限活動停止。

## 楽曲の継承
第一期の楽曲は、第二期では基本的に演奏されていないが、一部の曲はアレンジされて第二期にも受け継がれている。
- 疼ク喉 → 疼ク喉 （未音源化）
- 蘇生 → Megaromania
- SAD MASK → SAD MASK
- XXX[tu;]Vogue → I never lose ～極彩色の悪夢～

## ディスコグラフィ

### 第一章

#### デモテープ
| 発売日                | テープ                | 収録曲                                                 | 備考                         |
| --------------------- | --------------------- | ------------------------------------------------------ | ---------------------------- |
| 2000/03/15            | SEXUAL                | 1.SEXUAL 2.deep sky                                    | 初回限定5000本 2nd限定1000本 |
| 2000/06/14            | destruction of SEXUAL | 1.コメント 2.destruction of SEXUAL                     | 限定400本                    |
| 2000/09/10,2000/09/11 | 蟷～age1945～         | 1.蟷～age1945～ -Psycho Cremation-                     | 限定200本 目黒鹿鳴館にて配布 |
| 2000/10/15            | Vogue                 | 1.XXX[tu;]Vogue 2.蟷～age1945～                        | 限定1000本                   |
| 2001/03/25            | De≠Light              | 1.De≠Light 2.SEXUAL(New Recording) 3.SLEPT DOLL(Remix) | 限定1000本                   |

Single
- 兎と羊
- 涙の下弦
- fiction
- SLEPT DOLL
- 兎と羊 （NEW VERSION）
- Nostalgia
- "…if ～reflect yourselves～"
- DEARS...

Mini album
- 蘇生

Video
- 症候群 FILM：I
- 症候群 FILM：II
- thread of promise
- 症候群 FILM：III
- completionXXXFirst episode
- 症候群 FILM：IV

V.A.
- PRELUDE
- Shock Edge 2000
- FUTURE INVASION DREAM I
- PRELUDE：2 ～en effort of resalt～
- B.J maniac
- THROUGH ALL ETERNITY
- PRELUDE ～Third Stage Limited Edition～

### 第二章

#### デモテープ
| 発売日     | テープ                    | 収録曲                                          | 備考       |
| ---------- | ------------------------- | ----------------------------------------------- | ---------- |
| 2001/11/23 | 存在理由～raison d'être～ | 1.存在理由～raison d'etre～ 2.薔薇姫 3.幻の一夜 | 限定1500本 |

Single
- Megaromania
- アルビノ ～ACOUSTIC VERSION～
- 小夜時雨
- 死街譚

Mini album
- CORE 「-黒夜現-」
- CORE 「-白昼夢-」
- CORE -editional selections-

Video
- official Bootleg I
- official Bootleg II ～silver～
- official Bootleg III ～水中花～
- official Bootleg IV ～I never lose -極彩色の悪夢-～
- Art a part entier
- Le cirque de soir

V.A.
- PRELUDE：IV ～an illusion of iridescent～

### 活動停止後
- BEST COLLECTION 2000～2002

## 主催イベント
PSYNICAL WALTZ 第一夜
2000年8月29日 神戸チキンジョージ
出演：Syndrome / 蜉蝣 / d.p.s / Phobia / Lubis Cadir
PSYNICAL WALTZ 第二夜
2001年3月21日 渋谷ON AIR WEST
出演：Syndrome / 雀羅 / d.p.s / Orivia / Lucifer Luscious Violenoue' / DAS：VASSER
PSYNICAL WALTZ 第三夜
2001年4月14日 心斎橋BIG CAT
出演：Syndrome / Psycho Le Cemu / DAS：VASSER / NUDE / Loz'a≠Veria / Zephyr / AMADEUS
PSYNICAL WALTZ 第四夜
2001年8月10日 ON AIR OSAKA
出演：Syndrome（第二章初ライブ） / d.p.s / Phobia / Aioria / 蜉蝣 / NUDE / DAS：VASSER / Zephyr / ElDorado / ASH / 雀羅 / Lubis Cadir
PSYNICAL WALTZ 第五夜
2002年2月9日 渋谷ON AIR WEST
出演：Syndrome / ElDrado / D'espairsRay / Aioria / NUDE / Delta Ark
PSYNICAL WALTZ 第六夜
2002年2月15日 大阪MOTHER HALL
出演：Syndrome / バロック / D'espairsRay / Phobia / Plastic / ナイトメア / 雀羅
PSYNICAL WALTZ 第七夜
2002年4月5日 ON AIR OSAKA
出演：Syndrome / D'espairsRay / deadman / Shulla / merry go round / Blast
PSYNICAL WALTZ 第八夜
2002年8月9日 ON AIR OSAKA
出演：Syndrome / メリー / D'espairsRay / ナイトメア / Fatima / d.p.s / NUDE / Crack brain / ヴィドール
PSYNICAL WALTZ 第九夜 FINAL
2002年8月10日 ON AIR OSAKA
出演：Syndrome / 雀羅 / D'espairsRay / deadman / Mist of Rouge / 妃阿甦 / 諦～アキラ～

## その後の活動
- KISAKI

→2003年にUNDER CODE PRODUCTIONを設立。
→2003年にKISAKI PROJECT feat.樹威を設立。
→2004年にPhantasmagoriaを結成。
→2007年8月31日大阪国際交流センターをもって15年間のミュージシャン活動に終止符。
→2010年に凛-the end of corruption world-を結成。
- 龍夜

→2004年に天邪鬼を結成。
→2010年、ELECTNINEで活動中。
→2014年8月にネオロジを結成。
- Ken（健一）

→2001年にメリーに加入。
- 浅葱、SIN、Ruiza

→2003年にDを結成。
→SINは失踪の為脱退したが2013年にX(旧Twitter)アカウントを開設して業界復帰し、2025年1月よりRENAMEに加入。
- 紫音（たくま）

→2003年にShelly Trip Realize〜TINCに加入。